# Zagórze (przystanek kolejowy w województwie zachodniopomorskim)
Zagórze – zlikwidowany przystanek kolei wąskotorowej (Białogardzka Kolej Dojazdowa) w Zagórzu, w województwie zachodniopomorskim, w Polsce.